# Chelonus canescens
Chelonus canescens är en stekelart som beskrevs av Wesmael 1835. Chelonus canescens ingår i släktet Chelonus och familjen bracksteklar. Arten är reproducerande i Sverige. Inga underarter finns listade i Catalogue of Life.